# Goto (Nagasaki)
Gotō (五島市, Gotō-shi) é uma cidade japonesa localizada na Prefeitura de Nagasaki. Compreende a metade sudoeste do arquipélago das Ilhas Gotō mais os arquipélagos desabitados de Danjo e Hizen Torishima no Mar da China Oriental. Embora as principais ilhas da cidade se encontrem a cerca de 100 quilômetros de Nagasaki, os outros arquipélagos ficam a 60 km do sudoeste. A cidade é composta por 11 ilhas habitadas e 52 ilhas desabitadas. As três principais ilhas da cidade são Fukue, Hisaka e Naru.
Em 1 de março de 2017, a cidade tinha uma população estimada em 37 775 habitantes e uma densidade populacional de 90 pessoas/km². Tem uma área total de 420,81 km².

## História
A área que agora é a Cidade de Gotō era um porto de escala na rota do comércio entre Japão e a China da Dinastia Tang no Período Nara. O notável monge Budista Kukai parou em Gotō no ano de 806. As ilhas ficaram sob controle do clã Gotō no Período Muromachi e foi um local de intensa atividade missionária Portuguesa no final do século XVI, o que converteu a maior parte da população a fé Kirishitan (Cristã). Após o início do Xogunato Tokugawa, a área ficou se tornou parte do Domínio Fukue no Período Edo. A Cidade de Fukue foi estabelecida em 1954.
A moderna cidade de Gotō foi estabelecida em 1 de agosto de 2004, a partir da fusão da cidade de Fukue com as cidades de Kishiku, Miiraku, Naru, Tamanoura e Tomie (todas do Distrito de Minamimatsuura). A população da cidade vem caindo devido a migração economia e o envelhecimento.

## Clima
Gotō tem um clima subtropical úmido (Cfa na Classificação climática de Köppen) com verões quentes e invernos frescos. Chove muito durante o ano todo e a precipitação se intensifica entre abril e setembro
| Dados climáticos para Fukue/Gotō, Nagasaki | Dados climáticos para Fukue/Gotō, Nagasaki | Dados climáticos para Fukue/Gotō, Nagasaki | Dados climáticos para Fukue/Gotō, Nagasaki | Dados climáticos para Fukue/Gotō, Nagasaki | Dados climáticos para Fukue/Gotō, Nagasaki | Dados climáticos para Fukue/Gotō, Nagasaki | Dados climáticos para Fukue/Gotō, Nagasaki | Dados climáticos para Fukue/Gotō, Nagasaki | Dados climáticos para Fukue/Gotō, Nagasaki | Dados climáticos para Fukue/Gotō, Nagasaki | Dados climáticos para Fukue/Gotō, Nagasaki | Dados climáticos para Fukue/Gotō, Nagasaki | Dados climáticos para Fukue/Gotō, Nagasaki |
| Mês                                        | Jan                                        | Fev                                        | Mar                                        | Abr                                        | Mai                                        | Jun                                        | Jul                                        | Ago                                        | Set                                        | Out                                        | Nov                                        | Dez                                        | Ano                                        |
| ------------------------------------------ | ------------------------------------------ | ------------------------------------------ | ------------------------------------------ | ------------------------------------------ | ------------------------------------------ | ------------------------------------------ | ------------------------------------------ | ------------------------------------------ | ------------------------------------------ | ------------------------------------------ | ------------------------------------------ | ------------------------------------------ | ------------------------------------------ |
| Média alta °C (°F)                         | 10.0 (50)                                  | 10.4 (50.7)                                | 13.7 (56.7)                                | 18.3 (64.9)                                | 22.1 (71.8)                                | 24.9 (76.8)                                | 28.7 (83.7)                                | 30.2 (86.4)                                | 27.0 (80.6)                                | 22.5 (72.5)                                | 17.6 (63.7)                                | 12.6 (54.7)                                | 19.83 (67.71)                              |
| Média diária °C (°F)                       | 6.9 (44.4)                                 | 7.3 (45.1)                                 | 10.0 (50)                                  | 14.5 (58.1)                                | 18.1 (64.6)                                | 21.4 (70.5)                                | 25.7 (78.3)                                | 26.7 (80.1)                                | 23.4 (74.1)                                | 18.6 (65.5)                                | 13.8 (56.8)                                | 9.1 (48.4)                                 | 16.29 (61.33)                              |
| Média baixa °C (°F)                        | 3.4 (38.1)                                 | 3.8 (38.8)                                 | 5.8 (42.4)                                 | 10.3 (50.5)                                | 14.0 (57.2)                                | 18.1 (64.6)                                | 23.1 (73.6)                                | 23.5 (74.3)                                | 19.9 (67.8)                                | 14.7 (58.5)                                | 9.7 (49.5)                                 | 5.3 (41.5)                                 | 12.63 (54.73)                              |
| Média precipitação mm (pol.)               | 111.9 (4.406)                              | 123.3 (4.854)                              | 160.0 (6.299)                              | 258.7 (10.185)                             | 261.2 (10.283)                             | 346.4 (13.638)                             | 313.4 (12.339)                             | 222.6 (8.764)                              | 239.7 (9.437)                              | 106.1 (4.177)                              | 129.1 (5.083)                              | 99.4 (3.913)                               | 2 371,8 (93,378)                           |
| Queda de neve média cm (pol.)              | 6 (2.4)                                    | 4 (1.6)                                    | 0 (0)                                      | 0 (0)                                      | 0 (0)                                      | 0 (0)                                      | 0 (0)                                      | 0 (0)                                      | 0 (0)                                      | 0 (0)                                      | 0 (0)                                      | 1 (0.4)                                    | 11 (4.4)                                   |
| Média umidade relativa (%)                 | 68                                         | 68                                         | 69                                         | 76                                         | 78                                         | 84                                         | 87                                         | 83                                         | 79                                         | 71                                         | 70                                         | 69                                         | 75.2                                       |
| Média mensal horas de sol                  | 80.9                                       | 90.3                                       | 147.6                                      | 155.0                                      | 176.9                                      | 140.8                                      | 162.9                                      | 212.3                                      | 164.9                                      | 173.4                                      | 130.9                                      | 91.0                                       | 1 726,9                                    |
| Fonte: NOAA (1961-1990)                    |                                            |                                            |                                            |                                            |                                            |                                            |                                            |                                            |                                            |                                            |                                            |                                            |                                            |

## Transportes
O Aeroporto de Gotō-Fukue em Fukue serve a cidade. Ele foi inaugurado em 1963 para ser um aeroporto regional.